# Legion of the Doomed
Pour plus de détails, voir Fiche technique et Distribution.
Legion of the Doomed est un film d'aventure américain de 1958 réalisé par Thor L. Brooks. Le film met en vedette Bill Williams, la Playmate Dawn Richard, Anthony Caruso, Kurt Kreuger, Tom Hubbard et Hal Gerard.

## Synopsis
Un Américain de la Légion étrangère française découvre que son commandant est un traître qui a noué une alliance avec plusieurs tribus du désert du Sahara,.

## Distribution
Ci-dessous le tableau de distribution.
| Acteur         | Personage          | Détails               |
| -------------- | ------------------ | --------------------- |
| Bill Williams  | Lieutenant Smith   | Le héros              |
| Dawn Richard   | Dalbert Marcheck   | La femme du capitaine |
| Anthony Caruso | Sergent Calvelli   |                       |
| Kurt Kreuger   | Capitaine Marcheck | Le traître            |
| Tom Hubbard    | Tom Brodie         |                       |
| Hal Gerard     | Garabi             |                       |
| John Damler    | Darjon             |                       |
| Rush Williams  | Canuck             | Argot pour canadien   |
| George Baxter  | Colonel Lesperance |                       |
| Saul Gorss     | Sergent Tordeau    |                       |
| Joe Abdullah   | Karaba             |                       |

## Production
Legion of the Doomed est un film d'aventure typique de la Légion étrangère française. Un groupe de légionnaires - des hommes condamnés, inadaptés ou en échec amoureux - servant dans le désert d'Afrique du Nord et considérés comme jetables par leurs supérieurs, sont envoyés en mission suicide contre les Berbères indigènes de la région. Au cours de la mission, ces hommes doivent affronter non seulement l'ennemi, mais aussi leurs propres peurs et conflits internes, dans une tentative désespérée de survivre et de trouver la rédemption dans les sables du désert africain. L'attrait exotique de la région et des ennemis non-occidentaux, et le film a été annoncé avec le slogan "La grande histoire derrière la terre fanatique de la terreur arabe!"
L'intrigue interne présente le trope du triangle amoureux et les personnages modèles du protagoniste, demoiselle en détresse et antagoniste. Le lieutenant Smith, un légionnaire américain, sert sous les ordres du capitaine Marcheck, le commandant qui conspire avec les Berbères contre les Français. En tentant de contrecarrer les plans du traître, Smith échappe de peu à la mort à deux reprises. Il rencontre la femme de Marcheck, qui tombe amoureuse de lui. Elle demande le divorce, mais son mari refuse de se séparer. L'histoire culmine dans une bataille entre les indigènes et les Français, qui provoque la mort du commandant Marcheck. Smith peut alors mener les légionnaires à la victoire et épouser la veuve.

## Sortie
Le film est sorti aux États-Unis le 21 septembre 1958 par Allied Artists Pictures,. Au Royaume-Uni, il est sorti le 17 mai 1959 et distribué par Associated British-Pathé,.

## Accueil
Le film a été critiqué pour son manque d'innovation, le décor développant un thème familier sans apporter d'éléments originaux. La production a été qualifiée de « médiocre » et les acteurs ont été critiqués pour leurs performances sans inspiration.